# Martin Veyron
Martin Veyron (Dax, 27 de marzo de 1950) es un historietista y humorista gráfico francés. Su estilo oscila entre un vaudeville desencantado y un análisis costumbrista algo hiriente y descolocado.

## Biografía

### Inicios
Martin Veyron fue alumno de la École nationale supérieure des arts décoratifs (Arts déco) de París. En 1975, cofundó el estudio Imaginon con Jean-Claude Denis y Caroline Dillard, publicando sus primeros trabajos de ilustración en Lui, L'Expansion, y Cosmopolitan.

### Madurez
Sus comienzos como historietista se remontan a 1977, cuando creó en L'Écho des savanes su personaje fetiche Bernard Lermite. Para esa misma revista escribió Edmond le cochon, dibujado por Jean-Marc Rochette, y en Pilote publicó Raoul et Rémy (1978). Por otra parte, bajo el seudónimo de Richard de Muzillac escribió Olivier Désormeaux (dibujo de Diego de Soria, 1984). Sus álbumes aparecen en Éditions du Fromage, en ediciones Casterman, y en ediciones Albin Michel.
En paralelo, trabajó como humorista gráfico para Libération, Paris-Match, Le Nouvel Observateur, L'Événement du jeudi... Su actividad no se limitó al dibujo, ya que en 1985 adaptó su álbum L'Amour propre para la gran pantalla y en 1996 lanzó su primera novela, Tremolo Corazón.

### Últimos años
Como otros autores de su generación, Veyron se prodiga poco como historietista últimamente. A pesar de ello, en el año 2001 recibió el Grand Prix del Festival de bande dessinée d'Angoulême, lo que al año siguiente le otorgaba el honor de presidirlo.

## Obras

### Historietas
- Oncle Ernest (con Jean-Claude Denis, Casterman, 1978)
- Bernard Lermite
  1. Bernard Lermite (Éditions du Fromage, 1979)
  2. Plus lourd que l'air (Éditions du Fromage, 1979)
  3. Personnellement je ne veux pas d'enfants (mais les miens feront ce qu'ils voudront) (Éditions du Fromage, 1980)
  4. L'éternel féminin dure (Éditions du Fromage, 1981)
  5. Ce n'est plus le peuple qui gronde mais le public qui réagit (Dargaud, 1982)
  6. Peut-on fumer après la mort ? (Albin Michel, 1988)
  7. Le pagure est connu (Albin Michel, 1993)
- Edmond le cochon (guion de Martin Veyron, dibujo de Jean-Marc Rochette)
  1. Edmond le cochon (Éditions du Fromage, 1980)
  2. Edmond le cochon va en Afrique (Éditions du Fromage, 1981)
  3. Le continent mystérieux (Albin Michel, 1983)
  4. Le mystère continental  (Albin Michel, 1993)
- L'Amour propre (ne le reste jamais très longtemps) (Albin Michel, 1983)
- Zodiaque (álbum colectivo con Arno, Caro, Caza, Yves Chaland/Doug Headline, Cheraqui, Luc Cornillon, Michel Crespin, Dodo/Ben Radis, Jean-Claude Gal, Paul Gillon, Dominique Hé, Kent Hutchinson, Chantal Montellier, Hugo Pratt, Martin Veyron, Al Voss/Angelfred, colección « Pied jaloux », Les Humanoïdes associés, 1983)
- Olivier Désormeaux – Âge ?... Moyen ! (guion de Martin Veyron, dibujo de Diego de Soria, Dargaud, 1984)
- Executive Woman (Albin Michel, 1986)
- Bêtes, sales et mal élevés (Futuropolis, 1987)
- Donc, Jean... (Albin Michel, 1990)
- Jivara (Albin Michel, 1992)
- Cru bourgeois (Albin Michel, 1998)
- Caca rente (Albin Michel, 2000)
- Trois d'entre elles (Albin Michel, 2004)
- Cour Royale (con Jean-Marc Rochette, 2005)
- Papy Plouf (Albin Michel, 2006)
- Blessure d'amour propre (Dargaud, 2009)

### Recopilación de dibujos
- Un nègre blanc le cul entre deux chaises (Futuropolis, 1980)
- Vite ! (Albin Michel, 1988)
- Politiquement incorrect (Hoëbeke, 1995)
- (sic) (Albin Michel, 2001)

### Álbumes publicitarios
- La fin du chèque (Crédit Agricole, 1983)
- Le cahier (Clairefontaine, 1987)
- Titre ? de transport (Semvat, 1992)

### Película
- 1985 : L'Amour propre ne le reste jamais très longtemps

## Documentación
- Guillaume Laborie, « Cru bourgeois », en L'Indispensable n°3, enero de 1999, p. 78-79.
- Benoît Mouchart, Martin Veyron, faiseur d’histoires, Angoulême : Musée de la bande dessinée, 2002, ISBN 2-907-84832-1.

## Entrevista
- Entretien audio Martin Veyron, pour Blessure d'amour-propre Archivado el 13 de noviembre de 2009 en Wayback Machine.